# Another Century's Episode
Another Century’s Episode (アナザーセンチュリーズエピソード, Anazā Senchurīzu Episōdo), ou A.C.E. en abrégé, est un jeu vidéo d’action et de mecha japonais produit par Banpresto et développé par FromSoftware. Il est sorti le 27 janvier 2005 sur PlayStation 2. Trois suites sont éditées grâce au succès du jeu.
Fruit de la collaboration entre Banpresto (éditeur de Super Robot Wars) et From Software (auteur de Armored Core), le jeu met en scène des personnages, des robots et les histoires tirés de neuf anime célèbres au Japon. À la différence d’autres compilations du même genre comme Super Robot Wars, il se concentre exclusivement sur le genre real robot (hormis les tout derniers opus qui font figurer quelques super robots).

## Histoire
Dans un futur lointain, l’humanité a placé en orbite autour de la Terre et de Mars des colonies spatiales habitées. Néanmoins, plusieurs conflits économiques et politiques ont plongé le monde dans une récession qui touche durement ces colonies. Dans le but de régler la crise, tous les gouvernements du monde se sont unifiés sous la bannière de l’UCE (United Community of Earth), ce qui n’a pas empêché l’apparition de nombreux groupes rebelles comme White Fang ou l’empire lunaire de Giganos. En dernier recours, l’UCE a mis en place une force militaire chargée de réprimer les rebelles. Dans le même temps, l’UCE développe une nouvelle source d’énergie, nommée E2, afin d’endiguer la crise énergétique qui touche la Terre. Bien qu’efficace, l’E2 est surtout hautement explosif, conduisant plusieurs groupes rebelles à vouloir voler cette technologie.
Les histoires des anime à l’origine de la série sont en général fidèlement retranscrites ici malgré quelques exceptions, principalement pour le film Mobile Suit Gundam : Char contre-attaque. En effet, Char Aznable quitte l’armée de l’UCE après avoir réalisé à quel point cette dernière est corrompue. Plus tard, il réapparaît comme dans le film pour prendre d’assaut Jaburo aux commandes du MSN-04 Sazabi, jusqu’au point d’orgue où il échoue à faire s’écraser l’astéroïde Axis sur la Terre. Toutefois, là où normalement Char contre-attaque se termine, Char vole ici une importante cargaison d’E2 et la précipite sur la Terre. Par chance, les héros parviennent à éviter une dernière fois la catastrophe, même si ça leur vaut d’être catalogués à tort comme traitres, les forçant à s’exiler discrètement.

## Animeà la base du jeu
Comme dit ci-dessus, Another Century’s Episode combine les éléments de neuf anime très populaires au Japon (dont trois Gundam) :
- Aura Battler Dunbine
- Martian Successor Nadesico: Prince of Darkness
- Blue Comet SPT Layzner
- Brain Powered
- Macross Frontier
- Gundam Wing
- Metal Armor Dragonar
- Mobile Suit Zeta Gundam
- Heavy Metal L-Gaim
- Mobile Suit Gundam : Char contre-attaque

À la différence de Super Robot Wars, les antagonistes de ces anime ne sont pas les principaux ennemis dans le jeu. On peut également noter que ce dernier inclut quelques robots originaux ; d’ailleurs, les premiers mechas jouables en font partie, puisqu’étant une combinaison du Gespenst Mark II (provenant du jeu Super Robot Wars de Banpresto) et du Cloud Breaker (tiré de Murakumo: Renegade Mech Pursuit de From Software).

## Système de jeu
Another Century’s Episode est un jeu d’action en vue objective (3e personne), réalisé en 3D. Le joueur évolue à travers différentes missions pour compléter des objectifs explicites ou cachés. Au niveau des combats, deux modes sont permis : de loin, le joueur sélectionne les ennemis sur lesquels tirer, et de prêt un affrontement au corps à corps s’engage. Enfin, les déplacements dépendent surtout de l’environnement (sur Terre ou dans l’espace).

## Musique
La plupart des musiques de Another Century’s Episode sont des compositions originales, rehaussées par quelques thèmes des anime d’origine (typiquement le générique et le morceau employé lors des combats). Le générique d’ouverture du jeu s’intitule Garnet Moon (que l’on retrouve en version instrumentale au cours du scénario), et le générique de fin Inori, tous deux écrits par Hitomi Shimatani.

## Accueil
Le jeu a été plutôt bien accueilli par le public, grâce à la retranscription fidèle des spécificités de chaque anime et au gameplay similaire au célèbre Zone of the Enders. En revanche, il n’a jamais été commercialisé en dehors du Japon.